# NASDAQ OMX Commodities Europe
NASDAQ OMX Commodities Europe anciennement appelé Nord Pool est une entreprise gérant le marché de l'énergie en Norvège, Suède, Danemark et Finlande. Elle a pour origine la création de Statnett Marked AS en 1993 lorsque le marché énergétique norvégien fut dérégulé. En 1996, Nord Pool fut créé lorsque la Suède et la Norvège décidèrent de réunir leur marché énergétique. Ce fut le premier marché international d'énergie. L'entreprise était alors détenue à parts égales par les deux compagnies énergétiques nationales Statnett et Svenska Kraftnät. La Finlande rejoint le marché en 1998 et le Danemark en deux étapes en 1999 et 2000. En 2010, Statnett et Svenska Kraftnät vendirent Nord Pool au Nasdaq. En 2008, c'était le plus important marché énergétique au monde en termes de volumes échangés.
L'entreprise participa à la création de plusieurs initiatives similaires en Europe, tel que European Energy Exchange en Europe centrale et Powernext en France.